# Hugues Cousin
Ne doit pas être confondu avec Hugues Cousin (le jeune).
Hugues Cousin dit le vieux (en espagnol Hugo Cusán) né à Nozeroy dans le Comté de Bourgogne en 1511 et mort dans la même ville vers 1580, est un écrivain et un militaire comtois au service de Charles Quint, puis brièvement de Philippe II. Il est le frère de l'humaniste Gilbert Cousin et de Hugues Cousin dit le jeune. Il est également l'auteur de mémoires retraçant les dernières années de la vie Charles Quint et le déroulement de certains conflits comme la guerre vénéto-ottomane ou la Dixième guerre d'Italie dont il fut un témoin direct.

## Biographie
Hugues Cousin est né en 1511 dans une famille de notables de Nozeroy sous la bienveillante protection de Philibert de Chalon. Son père Claude Cousin est amodiateur de Nozeroy. Il est le quatrième enfant sur dix dont l’aîné est Gilbert Cousin .

### Carrière militaire
Comme ses cinq autres frères, en dehors de Gilbert, il embrasse la carrière militaire. On ne sait pas quand commence son engagement ni quelles études il suivit auparavant. En 1532, il est signalé en poste au sein de l'armée impériale en Hongrie et à Vienne, pour contrer la menace d'invasion de Soliman le Magnifique. Il est accompagné par un autre comtois qui s'est déjà illustré: Jean d'Andelot. Les Hongrois aidés par le mauvais temps réussissent à repousser les Ottomans : l'engagement avec l'armée impériale n'aura pas lieu. En juillet 1535, il s'embarque à Barcelone avec Charles Quint, sur les galères d'André Doria qui le mène au premier conflit auquel il participe: l'expédition de Tunis. Il s'illustre pour la première fois au cours de cette campagne. Il participe l'année suivante à des combats de Provence en 1536, dans lesquelles il se fait à nouveau remarquer. 
Il est affecté ensuite au sein des troupes espagnoles menant campagnes dans l'Adriatique en 1538 et 1539. On le retrouve au sein de l'état-major de Francisco de Sarmiento comme capitaine, lors du siège de Castelnuovo par les Turcs. En large infériorité numérique et refusant la reddition, la ville finit par tomber le 7 août 1539. Hugues Cousin est blessé au cours des combats. Les Espagnols subissent la mort ou, pour une minorité d'entre eux plus chanceuse dont Hugues fait partie, la détention. Il reste quatre années en prison, dont le lieu "Nézoré", un port situé probablement près d'Istanbul, n'est pas clairement identifié. Il obtient finalement la libération avec les autres officiers survivants en 1543, Charles Quint ayant versé une forte rançon.

### A la cour de Charles Quint
De retour en Europe, il est ensuite reçu avec les honneurs à la cour de Valence où l'empereur lui donne le grade de mestre de camp et en fait également son valet de chambre, mentionné dans les textes officiels "ayudas de camara". Il apporte également de précieux renseignements sur les flottes et ports militaires ottomans qu'il a pu observer lors de sa captivité, mais aussi sur les projets de Bareberousse. En 1548 il devient fourrier ou maréchal des logis de la cour impériale et est chargé de l'intendance, du logement et de la sécurité des membres la cour. 
En 1553, il suit l'empereur dans les Pays-bas espagnols lors de la dixième guerre d'Italie et deviendra un témoin privilégié des événements de ce conflit. Il est chargé d'organiser le campement pour l'entrevue de Marck en mai 1555 où Français, Anglais et Impériaux devaient se rencontrer pour conclure une paix avec l'arbitrage du pape. Hugues Cousin nous laisse de cet événement peu connu de par son dénouement inabouti, un croquis du campement annoté et détaillé. Lors de cette campagne, il se marie avec Barbe Ganzelaire, issue d'une famille du Brabant. En octobre 1555, en même temps que ses frères, il est anobli et fait "Noble du Saint-Empire"; les lettres patentes reviennent longuement sur la carrière d'Hugues Cousin, avec quelques erreurs chronologiques cependant. 
A l'abdication de Charles Quint, il est maintenu dans sa fonction de fourrier de la cour auprès de son fils Philippe II. Il reste en poste jusqu'en juin 1556 où il donne sa démission, vraisemblablement affecté par l'abdication de son ancien maître. Philippe II prendra alors son frère cadet Hugues dit "le jeune", pour le remplacer en tant que fourrier de la cour.

### Dernières années et rédaction de ses mémoires
Peu avant son retour en Franche-Comté, il obtient le poste d'huissier à la Grande Saunerie de Salins,. On ne sait combien de temps il restera à ce poste, mais vraisemblablement guère plus de quelques années. Il rentre à Nozeroy où il vit jusqu'en 1566 avec son frère Gilbert, sa sœur Arthaude et sa femme Barbe Ganzelaire. Durant cette période Il aura six enfants: Jean, Henri-Simon, Gilbert, Adrianne, Jeanne et Aymée. Henri-Simon, né un peu plus tôt dans le brabant vers 1555, devient militaire ou il passe une partie de sa vie en poste dans le Brabant. Il aura une fille. C'est lui qui recueillera le testament de son oncle, Gilbert Cousin. Gilbert, né en 1560, est mentionné comme Roi de l'arquebuse à Nozeroy où il réside et aura deux enfants.  Jean, né en 1572 à Nozeroy,  serait selon l'historien Chifflet, mort sans postérité au cours d'un voyage à l'étranger. 
N'aillant plus de fonction officielle, il rédige alors ses mémoires sous le titre "Mémoires pour l'histoire de Charles Quint en 24 livres par Hugues COUSIN, fourrier de sa maison", et son ouvrage apporte un certain éclairage sur les événements qu'il a vécus sur les champs de bataille, notamment lors de la guerre vénéto-ottomane ou aux Pays-bas en 1553 lors de la dixième guerre d'Italie dont il a été directement témoin. Il y retrace par exemple avec détails, le siège des villes de Hesdin et Therouanne. Aujourd'hui cet ouvrage encore mal connu n'est pas encore entièrement étudié. Il est également l'auteur d'un ouvrage fort méconnu sur les révolutions anglaises de 1553 et 1554.  
En décembre 1567, on trouve trace d'un courrier qu'il envoi à Théodor Zwinger, dans lequel il s’inquiète du sort de son frère Gilbert, alors en prison. Il tente avec le reste de sa famille, de trouver des soutiens pour faire libérer son frère. Mais ce dernier meurt en prison 5 ans plus tard. C'est lui qui annoncera le décès de son frère à ses amis bâlois et qui chargera son fils Simon, et son neveu Michel, de recueillir l'héritage de Gilbert. 
Sans doute très affecté par la mort de son frère aîné, il meurt à son tour dans l'anonymat et un certain dénuement probablement vers 1580 à Nozeroy; il est signalé une dernière fois encore vivant, en 1574. Sa femme lui survivra assez longtemps et ne décédera qu'au début du XVIIe siècle.  

## Postérité
La carrière d'Hugues Cousin fort méconnue de nos jours, fut sans doute éclipsée par celle de son frère. Probablement parce que ce dernier resta en Franche-Comté alors que l’essentiel de celle de Hugues s'est faite dans toute l'Europe.Comme les Perrenot de Granvelle, les de Rye ou encore les Bonvalot, Hugues Cousin fit partie de ces quelques comtois qui s’illustrèrent brillamment au service de l'empereur dont ils avaient la confiance et la considération . Paul Delsalle, historien franc-Comtois et auteur de La Franche-Comté au temps de Charles Quint, dit d'Hugues Cousin: "Né à Nozeroy, frère de Gilbert Cousin, Hugues mérite de sortir de l'oubli dans lequel il est tombé. On ne peut négliger Hugues Cousin fourrier de l'empereur, auteur de mémoires" Depuis 2012 d'autres ouvrages comme "Francs-Comtois célèbres et moins connus" de Raoul H. Steimlé, tendent à sortir le militaire franc-comtois de l'oubli. 

## Ouvrages d'Hugues Cousin
- Croquis du campement de l'entrevue de Marck, mai-juin 1555[8]
- Mémoires pour l'histoire de Charles Quint en 24 livres par Hugues COUSIN, fourrier de sa maison
- Les Révolutions d'Angleterre en 1553 et 1554 racontées par un fourrier de l'empereur Charles-Quint, publié pour la première fois en 1912[19]

## Ouvrages traitant de la vie d'Hugues Cousin
- Une histoire inédite de Charles-Quint par un fourrier de sa cour, Alfred Morel-Fatio, Mémoires de l'Institut de France, 1914
- Mémoires de la Société d'émulation du Jura : La famille Cousin de Nozeroy, ses lettres d'anoblissement, ses alliances, Société d'émulation du Jura, 1899
- Charles Quint et la Franche Comté: Portraits et lieux de mémoire, Paul Delsalle, Cêtre, 2012
- Francs-Comtois célèbres et moins connus, Raoul H. Steimlé, Paris, l'Harmattan, 2014;